# Ernesto Schiefelbein
Ernesto Schiefelbein Fuenzalida  (19 de agosto de 1934-26 de enero de 2024) fue un pedagogo, profesor, economista y político chileno. Se desempeñó como ministro de Educación durante el gobierno del presidente Eduardo Frei Ruiz-Tagle, entre marzo y septiembre de 1994.

## Biografía
Su padre fue Ernesto Schiefelbein y su madre Olga Fuenzalida; su esposa María Clara Grossi.
Se recibió de profesor de la Universidad Técnica del Estado e ingeniero comercial de la Universidad de Chile (1960). Posteriormente recibió su doctorado en educación en la Universidad de Harvard, Estados Unidos (1970).
Ya en los años 1960, fue uno de los primeros expertos en educación que comenzó a darle importancia a la investigación científica en el diseño de las políticas públicas. Desde entonces, no dejó de usar los datos empíricos para buscar un mejor desempeño de profesores y alumnos en el aula.
Fue director de Planificación del Ministerio de Educación cuando ocupaba esta cartera Juan Gómez Millas, en el Gobierno de Eduardo Frei Montalva. Allí colaboró activamente en la reforma educacional de 1965.
En 1971, fue creador del PIIE, centro de investigación pionero que surgió al interior de la Pontificia Universidad Católica.
Ha sido experto en Planificación de Educación del Programa Regional del Empleo (Prealc) (1974-1976), se desempeñó como profesor visitante de la Universidad de Harvard (1973-1974) y como codirector del Primer Curso en español de Preparación de Proyectos en Educación organizado por el Instituto de Desarrollo Económico (EDI) del Banco Mundial (1973).
Coordinó el Sistema Regional de Información en Educación de Unesco en América Latina y el Caribe (1988-1992); trabajó como planificador de la educación en el Banco Mundial en Washington (1985-1987); y fue coordinador de la Red Latinoamericana de Documentación en Educación (Reduc) e investigador en el Centro de Investigación y Desarrollo de la Educación (1976-1985).
Independiente desde el punto de vista político, fue nombrado por Frei Ruiz-Tagle como ministro de Educación en su primer gabinete. En ese periodo debió enfrentar reformas al estatuto docente, las que le valieron lidiar con un paro nacional de profesores, en mayo de 1994.
Dejó la cartera en septiembre, junto con Germán Correa (Interior) y Víctor Manuel Rebolledo (secretario general de Gobierno).
Luego fue rector de la Universidad Santo Tomás entre 1997 y 2001, además de laborar en el Centro de Investigación y Desarrollo de la Educación, de la Universidad Alberto Hurtado.
En 2004 recibió la medalla Jan Amos Comenio, entregada por la Unesco en el marco de la Conferencia Internacional de Educación en Ginebra, Suiza.
En 2007 el Gobierno chileno le entregó el Premio Nacional de Ciencias de la Educación en reconocimiento a su aporte al sector.
En julio de 2011 asumió como rector de la Universidad Autónoma de Chile en reemplazo de Teodoro Ribera, tras asumir este como ministro de Justicia.

## Obras
- Development of educational planning models, Lexington Books, 1974;
- The political economy of public support of higher education, The World Bank, 1986;
- Education cost and financing policies in Latin America, The World Bank, 1987,
- Situación educativa en LAC, 1980-1989, Unesco/Orelac, 1992.